# Tramway de Stockholm
Le tramway de Stockholm est un réseau de tramway à Stockholm, en Suède, avec quatre lignes totalisant 29,3 km.

## Histoire

### Création
En 1877, un réseau de tramways tirés par des chevaux est constitué grâce à la compagnie privée Stockholms Nya Spårvägsaktiebolag (SNS). Elle obtient la concession du réseau pendant 40 ans. Bien que ce fut envisagé, le réseau n'a jamais été étendu au sud de Slussen (à l'entrée de l'île de Södermalm) pour des raisons géographiques. Une autre compagnie, Stockholms Södra Spårvägsaktiebolag (SSB) a commencé la construction d'un réseau de tramways sur l'île de Södermalm.
En 1915, la compagnie AB Stockholms Spårvägar (SS), créée par la ville de Stockholm, fut chargée de gérer transports publics et de rendre les deux réseaux (SNS et SSB) plus performants. Le réseau SNS est repris en 1917 et celui de la SSB en 1918. Bien que les deux réseaux sont maintenant gérés par la même société, leur interconnexion n'est effectuée qu'à partir de 1922. En 1967, la compagnie SS change de nom en Storstockholms Lokaltrafik (SL)

### Renaissance

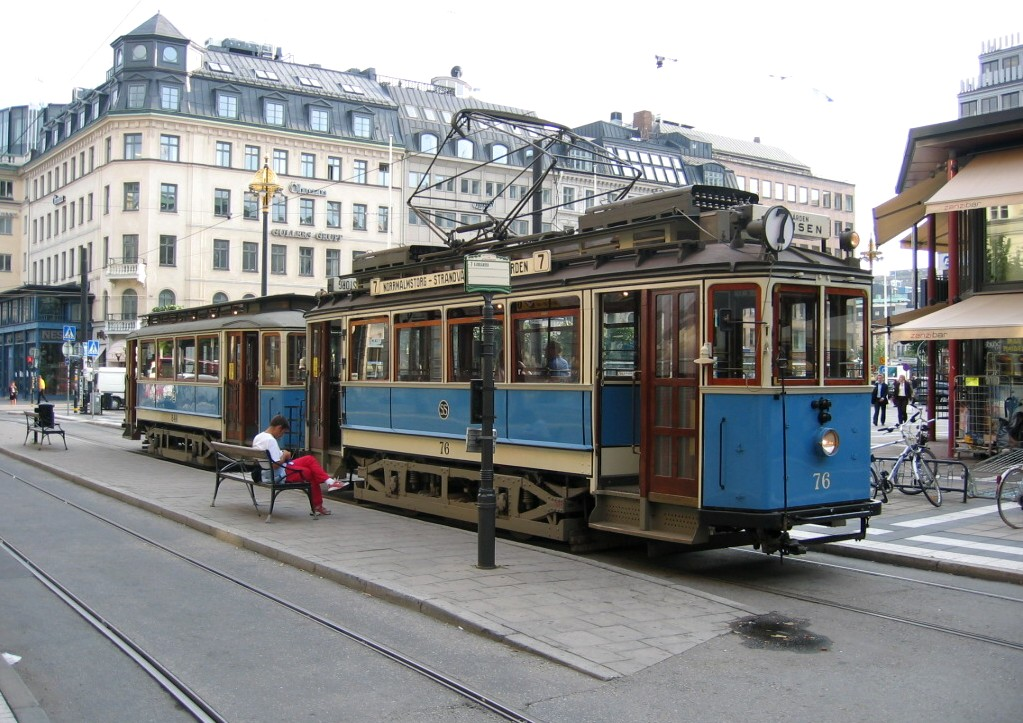
Tramway A1 76 et sa remorque B19 846 à Norrmalmstorg.

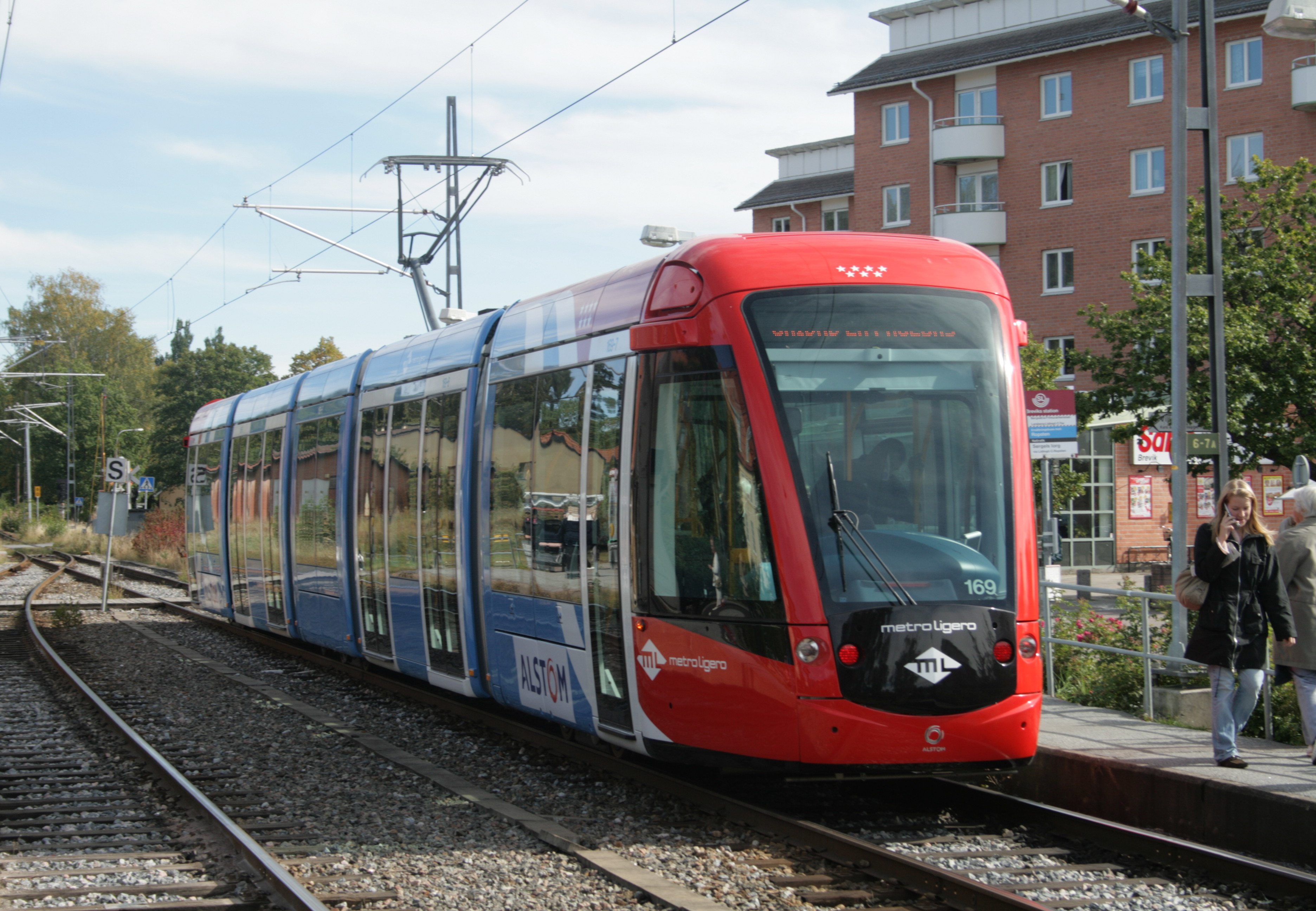
Une rame Citadis 302 de Madrid à Brevik pendant les tests de septembre 2007.

En 1987, une nouvelle compagnie, Stockholms Spårvägar, est créée par les membres de l'Association suédoise des amateurs de tramways (Svenska Spårvägssällskapet, fondée en 1959). La majorité du personnel est composée de bénévoles.
En juin 1991, l'ancienne ligne numéro 7 (Djurgårdslinjen) est partiellement rouverte. Elle relie la place Sergels torg (dans le centre de Stockholm) à Waldermarsudde (sur l'île de Djurgården) en passant par le Musée Vasa, le Nordiska museet, le parc d'attractions Gröna Lund et Skansen (musée en plein air et zoo). Cette ligne est accessible avec les cartes d'abonnement des SL (Métro de Stockholm), mais non avec les voyages à l'unité.
En plus de la ligne numéro 7, il y trois lignes régulières gérées par les SL :
| Nom          | Ligne | Trajet                       | Longueur | Stations |
| ------------ | ----- | ---------------------------- | -------- | -------- |
| Spårväg City | 7     | Sergels torg – Waldemarsudde | 2,9 km   | 11       |
| Nockebybanan | 12    | Nockeby – Alvik              | 5,7 km   | 10       |
| Lidingöbanan | 21    | Ropsten – Gåshaga brygga     | 9,2 km   | 14       |
| Tvärbanan    | 30    | Sickla – Solna               | 11,5 km  | 17       |
| Tvärbanan    | 31    | Sickla – Bromma Flyplats     | 11,5 km  | 17       |
|              |       |                              |          |          |

Ces trois lignes sont intégrées au réseau ferré suburbain (Lokalbanor) de Stockholm. Le reste du réseau ferré suburbain est composé des lignes L25, L26, L27, L28 et L29 qui sont plus des lignes de trains de banlieue que des lignes de tramways.

## Matériels
Actuellement, les lignes 12, 21, 30 (anciennement 22) et 31 sont parcourues par des rames Flexity Swift de Bombardier Transport.
Le matériel utilisé sur la ligne numéro 7N (parcours réduit sur la ligne 7, uniquement les samedis et dimanches) provient en majorité de l'ancien réseau de Stockholm, mais quelques-uns sont originaires de Göteborg ou d'Oslo.
De nouvelles rames ont été commandées auprès de CAF. Dans un premier temps, 15 puis 7 rames Urbos mais le contrat prévoit 121 options. En 2017, 22 rames sont en service et l'opérateur en commande 8 supplémentaires. Une commande 12 nouvelles rames est confirmé en octobre 2017 dont dix rames courtes de trois caisses et deux rames de quatre caisses.